# Mycket folk kring Jesus var
Mycket folk kring Jesus var är en psalm med text skriven 1958 av Anders Frostenson och musiken är skriven 1958 av Bo Ramviken. Texten bearbetades av Frostenson 1973.

## Publicerad i
- Den svenska psalmboken 1986 som nr 444 under rubriken "Fastan".
- Psalmer och Sånger 1987 som nr 384 under rubriken "Fader, Son och Ande - Jesus, vår Herre och broder".[1]